# Catañol

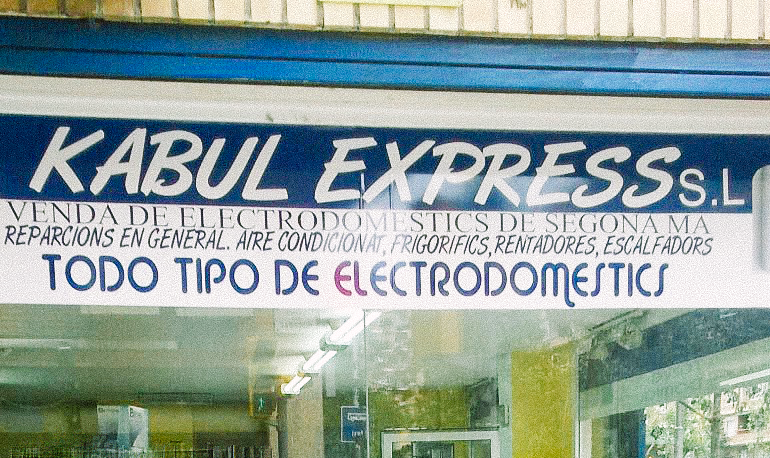
Rotulación en catañol: «Todo tipo de electrodomestics», en Hospitalet de Llobregat

El catañol (catanyol) es una jerga originada en Barcelona y su área metropolitana basada en la lengua castellana con influencias del catalán. También se considera catañol el habla catalana con una fuerte influencia del español, o bien simplemente como una hibridación de ambas, en las que muchas veces «no se sabe dónde comienza el catalán y donde acaba el castellano o al revés». Se considera un habla vulgar, aunque es muy común entre la gente joven de Barcelona.[cita requerida] Nació a lo largo de los siglos XIX y XX con la llegada de inmigrantes a Cataluña desde el resto de España, los llamados en Cataluña peyorativamente como charnegos. Los mismos charnegos han sido denominados ocasionalmente como «catañoles», como en el libro de Adolf Tobeña Catañoles (2020).
El término catañol es una acuñación de origen popular basada en las palabras «catalán» y «español», y todavía no es reconocido por la Real Academia Española. El periodista Andreu González en un artículo para el Ara.cat señala que el catañol tiene sus equivalentes en las islas Baleares (el castellorquí o castellorquín, de ‘castellano’ y ‘mallorquín’) y en la Comunidad Valenciana (castencià o castenciano, de ‘castellano’ y ‘valenciano’).
En 2012, el autor barcelonés Pau Vidal i Gavilán publicó el libro El catañol se cura, en el que recoge las interferencias del castellano en el catalán en los últimos veinte o treinta años. En estos años el catañol parece haberse normalizado en medios de comunicación como TV3, la televisión pública catalana. La afectación fonológica del castellano al catalán fue analizada por Elvira Teruel en 1988.
Según Lluís Payrató, el catanyol, xarnego o xava es una interlengua. El habla catañola ejerce como catalizadora para la introducción de castellanismos en el catalán y de catalanismos en el español.

## Ejemplos
Cabe decir que el catañol, como tal, no posee unas características regulares y predictibles.

#### Gramática
- Uso de verbos propiamente catalanes como me atabalas (‘me agobias’) o me agradas (‘me gustas’).
- Construcciones del catalán cotidiano pero que son arcaísmos en castellano, como hemos de hacer (‘tenemos que hacer’), ves a ayudar (‘ve a ayudar’), me viene de gusto (‘me apetece’).[11]
- Indiscriminación entre los verbos «ir» y «venir», o entre «llevar» y «traer». Por ejemplo: «¡ya vengo!» (en vez de «¡ya voy!»)[12]
- Uso de habían. El verbo haber es impersonal, por lo que decir «habían dos niños» no es correcto, pero muy extendido en la región. No es por influencia del catalán, sino por una evolución diferenciada de la variedad del español de Cataluña.[12]
- Inclusión habitual de artículos determinados con nombres de pila: el Joan, la Marta, el Xavi, etc.
- Fuerte queísmo: «me acuerdo que fuimos» (me'n recordo que hi vam anar, cuando lo correcto en castellano sería ‘me acuerdo de que fuimos’.
- Se suele obviar el uso de los pronombres débiles (pronoms febles) en e hi, puesto que no existen en el castellano.[6]

#### Ortografía
- Uso de la letra x o tx para sustituir al dígrafo ch.[13]
- Caída del signo de interrogación a principio de la pregunta (¿).
- Uso de la ny para sustituir a la ñ.[13]
- Elisión vocálica cuando un artículo det. sing. «el, la» o la preposición «de» precede a una vocal (l' o d') ante una palabra que empiece por vocal o h.

#### Fonología
- Se mantienen las cinco vocales que coinciden en el catalán y el castellano, pero se elimina la vocal neutra /ə/ que es propia del catalán oriental. Resulta en una vocal neutra muy abierta, prácticamente una /a/. Por ejemplo: pare (‘padre’) → *para.[6]
- La ese sonora enmudece: mesura (pron. /mezura/, ‘medida’) → *messura.
- Desaparece el alófono /l̴/, una pronunciación de la ele muy característica del catalán, llamada velarización, que en el catañol se pronuncia como una ele simple /l/.

#### Léxico
- Traducciones literales de vocabulario catalán:
  - Expresiones catalanas comunes como adéu (‘adiós’), Déu n'hi do! (expresión de sorpresa, como un ‘¡ostia!’), prou! (‘¡basta!’), macu (‘bonito’), etc. O traducciones literales, como en el caso de «me sabe grave» (em sap greu, ‘me sabe mal’), «te encuentro a faltar» (et trobo a faltar, ‘te echo de menos’)[13] o «cerrar la luz» (tancar la llum, ‘apagar la luz’),[12] «mujer de hacer faenas» (‘asistenta’, del cat. dona de fer feines)[14]
  - Otro léxico: «jamón dulce» (de pernil dolç) en vez de jamón de York; «acomiadarlo» (‘despedir [a alguien]’); «plegamos en 1h» (‘cerramos en 1h’).[15]
- En relación con lo anterior, el abundante uso semántico del verbo fer ('hacer') en catalán, por ejemplo: «¿hacemos un café?» (fem un cafè?, ‘¿vamos a tomar un café?’);[12] «Hacer pena» (fer pena, ‘dar pena’) «Hoy hago fiesta» (avui faig festa, ‘hoy libro’, es decir, ‘hoy es mi día de descanso en el trabajo’); «¿Hacemos un pensamiento?» (fem un pensament?, o su versión coloquial: fem un pensa? 'vamos pensando [en irnos]'); «Me están haciendo fuera» (m’estan fent fora ‘me están echando’). Del lado contrario, un castellanismo común en el catalán es el verbo «importar», como en no m'importa que plogui (‘no me importa que llueva’, no em fa res que plogui) En muchos de los casos mencionados, los usos del verbo catalán fer suelen equivaler a los del verbo dar.[16]
- Adaptación fonética: «enchegar» (‘encender’, del cat. engegar),  «rachola» (‘baldosa’, del cat. rajola), «munchetas» (‘judías verdes’, del cat. mongetes)[14][17]

## Parlar xava
La antigua expresión parlar xava (‘hablar chava’) se refería al habla propia de algunas poblaciones en la periferia barcelonesa de origen castellanohablante, especialmente gitanos o del Sur, quienes también eran conocidos como chavas. Por analogía, xava quería decir ‘vulgar, de clase baja’. Se usó desde el siglo XIX hasta la Posguerra. En la actualidad, es un término en desuso.
El parlar xava se caracteriza por una reducción fonológica y léxica influenciada por el castellano. Por ejemplo, se dan las siguientes sustituciones fonológicas:
- /z/ → /s/
- /ʒ/ → /ʃ/
- /ə/ → /a/
- /ɛ/ y /ɔ/ → /e/ y /o/
- /ɫ/ → /l/
- /ʎ/ → /j/

En 1910, el escritor catalán Juli Vallmitjana publica la novela La Xava, basada en las áreas marginales de la Ciudad Condal. El poeta vanguardista Pere Quart lo escribe como txava. El término proviene del idioma caló ćhava (‘chico, joven’), de donde también provienen «chaval» (Esp.), «chabón» (Arg.) y «chavo» (Méx.). Por metonimia, esta palabra de la jerga gitana pasa a ser sinónima de toda la jerga.
Hay regionalismos en algunos dialectos del catalán que se confunden con una «catalanización» de un término aparentemente castellano; por ejemplo joguet (y no joguina, ‘juguete’) o tomaca (y no tomàquet, ‘tomate’) son términos propios del dialecto de Cambrils, o rama (y no branca, ‘rama’) o mesa (y no taula, ‘mesa’) son propios del bloque occidental.